# Parmigianino
Girolamo Francesco Maria Mazzola o  Mazzuoli dit el Parmigianino (Parma, 11 de gener de 1503 - Casalmaggiore, 24 d'agost de 1540), va ser un pintor italià del Renaixement.
| « | Per explorar les subtilitats de l'art, va mamprendre fer el seu autoretrat, mirant-se en un d'aquells espills de perruquer, d'aquells en forma de bola convexa. Fent això, veient els estranys efectes que provocava la convexitat del mirall... li van entrar ganes de contrafer totes les coses segons el seu caprici. Així, després d'encomanar tallar una bola de fusta, i d'haver-la partida per la meitat en talla semblant a la de l'espill, va mamprendre amb gran art a reproduir-hi tot allò que veia a l'espill i, en particular, ell mateix... I atès que tots els objectes que s'acosten a l'espill augmenten de mida i els que s'hi allunyen empetiteixen, hi va fer una mà que dibuixava, un poc gran, com la mostrava l'espill, i tan bella que semblava ser natural; i com Francesco gaudia d'una bella aparença i un rostre graciós, més propi d'un àngel que d'un home, la seua efígie sobre aquesta bola tenia quelcom de diví. Giorgio Vasari, Vita di Francesco Mazzuoli pittore parmigiano | » |

## Biografia

### Formació
Segons els arxius del Baptisteri de Parma, Parmigianino va nàixer l'11 de gener de 1503. Son pare era el pintor Filippo Mazzola i sa mare —com ho confirmen altres documents— Maria di ser Guglielmo. Va ser el vuitè d'una família de nou infants i fou batejat dos dies després del seu naixement.
Els Mazzola, originaris de Pontremoli, s'havien establert a Parma des de 1305. Els seus oncles paterns, Pier Ilario i Michele, també eren pintors. A la mort de Filippo, que segons Vasari esdevingué l'any 1505, els oncles van prendre Francesco sota la seua protecció i el van dirigir a l'estudi del dibuix i de la pintura. « Vells i pintors de poca anomenada » segons Vasari, els seus oncles eren en efecte uns artistes modestos, que repetien una pintura provinciana d'origen ferrarès. Van saber ensenyar-li el bagatge tècnic indispensable per a un aprenent. Deu la seua educació als seus oncles tot i que es va deixar guiar per nombrosos exemples en la seua formació artística amb els artistes de Parma, com ara els frescos de Correggio i de Michelangelo Anselmi. Gràcies a un sentit innat de l'observació, Parmigianino fou capaç d'analitzar les obres dels llombards que treballaven a Cremona, com ara Altobello Melone, Gian Francesco Bembo i sobretot Il Pordenone. Observant els artistes de la regió, que no tindrien més que poca o cap incidència sobre la seua pintura, va saber trobar les seues fonts d'inspiració.
Vasari el considerà ja com un pintor autònom quan no era més que un adolescent, sostenint que « a l'edat de setze anys, després d'haver fet miracles amb el dibuix, va fer un quadre de la seua invenció, un Sant Joan batejant Crist, que elaborà d'una manera tal, que encara qui el veu queda estranyat que un noi hagués fet tan bé una cosa com aquella. Aquest quadre va ser col·locat a Parma, a la Nunziata, on són els monjos dels Zoccoli ».
Les vicissituds d'aquest Baptisme de Crist, datat al voltant de 1519, són caòtiques. Arran de la destrucció de l'església de la Nunziata, el quadre es va salvar i es va traslladar a una altra església pertanyent a la mateixa Confraria dels Zoccolanti, que el va vendre l'any 1706 —quan la tradició l'atribuïa encara a un Parmigianino de catorze anys— al comte Carlo Sanvitale. Després va ser robat i traslladat a Anglaterra, on va ser adquirit pel Bode Museum de Berlín l'any 1821.
Encara li era atribuït per l'alemany Voss l'any 1923, però avui dia la seua paternitat és contestada per la major part dels especialistes, entre els quals n'hi ha que ni tan sols hi veuen la traça d'un pintor italià. No obstant això, en les formes arcaïtzants del quadre s'ha volgut veure un eco correggià amb una referència a les figures del seu retaule de la Madonna, que es trobava a l'església de San Francesco à Correggio i avui dia a Dresden. Hom pot també veure-hi la influència de la pintura de Francesco Francia, expressada amb els mitjans encara immadurs del jove artista. Molts biògrafs, des de Vasari als més moderns, veuen Parmigianino com un deixeble de Correggio, o almenys intensament influït per aquest.
La guerra entre els exèrcits de l'emperador Carles V i Francesc I de França estava devastant el nord d'Itàlia i s'acostava a Parma l'any 1521. Els oncles van enviar Francesco, en compnyia de llur aprenent Girolamo Bedoli, qui el 1529 va casar-se amb Caterina Elena Mazzola, filla de Pier Ilario, a Viadana, on Parmigianino, escriu Vasari, pintà « dues fustes al destemple, un Sant Francesc rebent els estigmes i Santa Clara, a l'església dels monjos dels Zoccoli, i l'altre un Casament de Santa Margarida, amb moltes figures, a San Pietro. I ningú no ha de creure que aquestes són obres d'un jove principiant sinó les d'un vell mestre ».

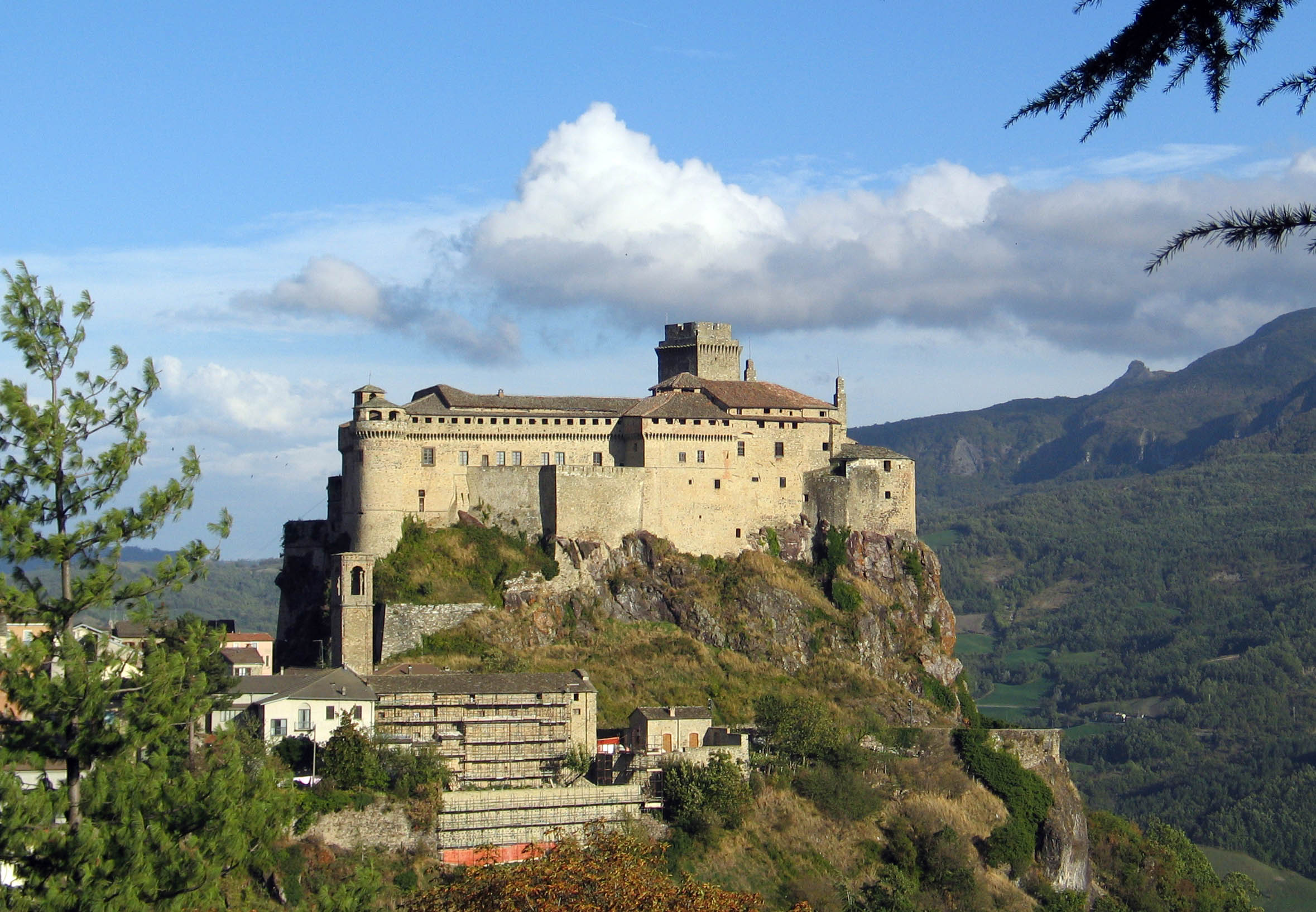

El panell del Sant Francesc s'ha perdut, mentre que el Matrimoni místic de Santa Caterina i els sants Joan Baptista i Joan Evangelista Arxivat 2007-09-30 a Wayback Machine., robat de l'església de San Pietro di Viadana l'any 1630, ha estat identificat i es troba encara a Bardi, prop de Parma, a l'església de Santa Maria. El quadre, que mostra els orígens correggians de la formació del pintor, amb les referències particulars al retaule de Correggio a Dresden, introdueix en la figura de la Mare de Déu entronitzada d'un moviment circular, una torsió suggerida pel pedestal cilíndric, sobre el qual es troba asseguda, i confirmat pels drapats de la Mare de Déu i del Baptista, unflats i desplegats al voltant dels cossos, pel semicercle de l'absis i les columnes de darrer pla.
La molt correggiana Santa Bàrbara de perfil, al Museu del Prado de Madrid, deu datar d'aquest any, perquè és pròxima, des del punt de vista estilístic, al Matrimoni místic de Bardi, el dibuix del qual es conserva al Museu Bonnat-Helleu de Baiona.
La guerra va acabar l'any 1521, i Vasari escriu que « un cop acabada la guerra, va tornar amb el seu cosí a Parma […] va fer un oli sobre fusta de la Mare de Déu amb l'infant al coll, sant Jeroni a un costat i el benaventurat Bernat de Feltre a l'altre » — però l'obra es va perdre de seguida — i el 21 de novembre Parmigianino es trobà col·laborant amb Correggio, Rondani i Michelangelo Anselmi en les decoracions de l'església de Sant Joan Evangelista.

### Els frescos de Sant Joan Evangelista a Parma
Actualment s'ha establert que les intervencions de Parmigianino es troben a la primera, segona i quarta capelles de la nau esquerra de l'església.
- A la primera capella va pintar la Santa Àgata i el botxí que semblen sortir vers l'observador, a diferència de les Santes Llúcia i Apol·lònia que resten encaixades en un nínxol cridant l'atenció a la manera de Michelangelo Anselmi, un correggià format a Siena al taller del Sodoma i de Domenico Beccafumi. Li són atribuïts també el fris, i a dalt, el Pare Etern amb àngels, actualment molt deteriorat.
- A la segona capella, va pintar Dos diaques llegint, el presumpte San Vitale o potser San Secondo, els Angelets i animals i un fresc monocrom a la sotavolta de la capella. El cavall encabritat al costat del San Secondo és en relació directa amb un detall del fresc executat dos anys abans per Il Pordenone a la catedral de Cremona, del qual el Parmigianino n'atenua, tot i així, el gest violent, substituint-lo per un moviment més fluid de les figures.
- La decoració de la quarta capella havia estat encarregada el 27 de febrer de 1515 als seus oncles paterns Michele i Pier Ilario, però la insolvència del propietari de la capella, va retardar-ne els treballs, que no van començar fins a l'any 1522, i que aquesta vegada van ser confiats al Parmigianino, com ho demostra l'anàlisi estilística. En aquella època el fresc de la volta de l'església de Sant Joan Evangelista, pintat per Correggio, ja estava acabat, i hom pot veure la seua influència a la capella de Parmigianino. Les dues figures representades, Sant Nicolau de Bari i Sant Hilari de Poitiers, gaudeixen d'un modelat ample i monumental, però més sobri si se'ls compara amb les figures de l'església de Bardi, que mostren un lleuger moviment de rotació.

A la mateixa volta pintada per Correggio, s'ha identificat un Putto pintat per Parmigianino.

### Els frescos de Fontanellato
L'any 1523 o, a tot tardar la primera meitat del 1524, abans de la seua partida a Roma, Parmigianino va pintar sobre el plafó d'una cambra de la fortalesa Sanvitale de Fontanellato, prop de Parma, catorze medallons dels episodis de la faula d'Ovidi, Diana i Acteó, entremesclats de claus pendents on es troben pintats dotze angelets. El fons és el d'una volta de mig punt seguida, més amunt, d'una tanca de roses i del cel. Al centre del cel, un espill rodó porta la inscripció « RESPICE FINEM » (observa la fi).
Els frescos es componen de quatre escenes, la Ninfa percaçada pels caçadors Arxivat 2008-01-17 a Wayback Machine., l'Acteó atacat pels seus gossos Arxivat 2008-01-17 a Wayback Machine., l'Acteó transformat en cérvol Arxivat 2008-01-17 a Wayback Machine. i la Nimfa de l'espiga Arxivat 2008-01-17 a Wayback Machine. — que representa Paola Gonzaga, la muller del seu client Galeazzo Sanvitale — coronades a la volta amb els Putti Arxivat 2008-01-17 a Wayback Machine.. És evident el deute amb el Correggio de la Camera di San Paolo. No obstant això, la plasticitat natural de Correggio s'alleugereix ací amb una solució d'una estilització enlairada i fluida.
Rodolfo Pallucchini (Lineamenti di Manierismo europeo) escriu que en aquests frescos « hi ha una presa de posició lingüística més preciosa i "manierista" comparada amb l'art correggià, molt més natural i expansiu […] una meditació més subtil i elegant de la imatge, que es constitueix amb una preciosisme d'accents absent en la sensual plenitud del gust correggià. Ací s'enceta, no obstant, un procés d'idealització de la forma subtilment intel·lectualista ».
Davant l'expressió natural de la llum i el color, de la profunditat atmosfèrica de Correggio, que a la Camera di San Paolo, a Parma, s'allibera dels límits del plafó, Parmigianino d'estima més tancar l'espai, decorant la volta de la cambra amb una mena de ciselladures precioses i detallades que exasperen la representació d'allò real fins a destruir la veritat mitjançant un artifici arcaïtzant.
El mite d'Acteó que, havent sorprès la deessa Diana prenent el seu bany, va ser transformat en cérvol i després atacat pels seus propis gossos, ha estat interpretat com una metàfora d'origen alquímic: la unió dels principis masculí i femení, en què el caçador Acteó, a condició de poder apropiar-se del principi diví — la deessa Diana — està disposat a transformar-se de predador a presa, fins a morir-hi.
Pertanyent a la col·lecció parmesana de Ranuccio Farnese, de seguida va ser traslladat a Nàpols, l'any 1734, el quadre Retrat de col·leccionista, datat l'any 1523. Al segle xix es trobava a Anglaterra i hi va ser adquirit per la National Gallery de Londres l'any 1977. És el seu primer exemple de retrat, però no es coneix el nom del personatge retratat, identificat com a col·leccionista pels objectes d'art representats sobre la taula. Imposa per la força expressiva de la seua pose i pel seu esguard tallant i arrogant. La cambra, tancada i estreta, s'obre artificialment vers l'exterior pel paisatge representat en el quadre adossat al mur. Se'n conserven còpies a la Galleria degli Uffizi de Floència i al Walker Art Center de Minneapolis.
Si la petita Santa Caterina i dos àngels de Frankfurt del Main de vegades ha estat considerada una còpia, el Retrat de Galeazzo Sanvitale Arxivat 2007-09-30 a Wayback Machine. a Capodimonte és l'original, pintat l'any 1524.
Galeazzo Sanvitale porta a la mà una medalla amb les xifres 7 i 2, interpretades com els símbols alquímics de la Lluna i de Júpiter. La medalla sobre el barret, en la qual es distingeixen les columnes d'Hèrcules, seria també una referència alquímica al mític heroi grec. D'altres exemples de la força representativa del jove artista; el rigor descriptiu del detall preciós, el relleu donat a la singularitat del personatge i, a la dreta, l'única obertura aparent en la vegetació — tan espessa que bloca l'espai i assumeix la funció de variació de color en un ambient tancat — confirmen l'intel·lectualisme fonamental de l'obra.

### A Roma

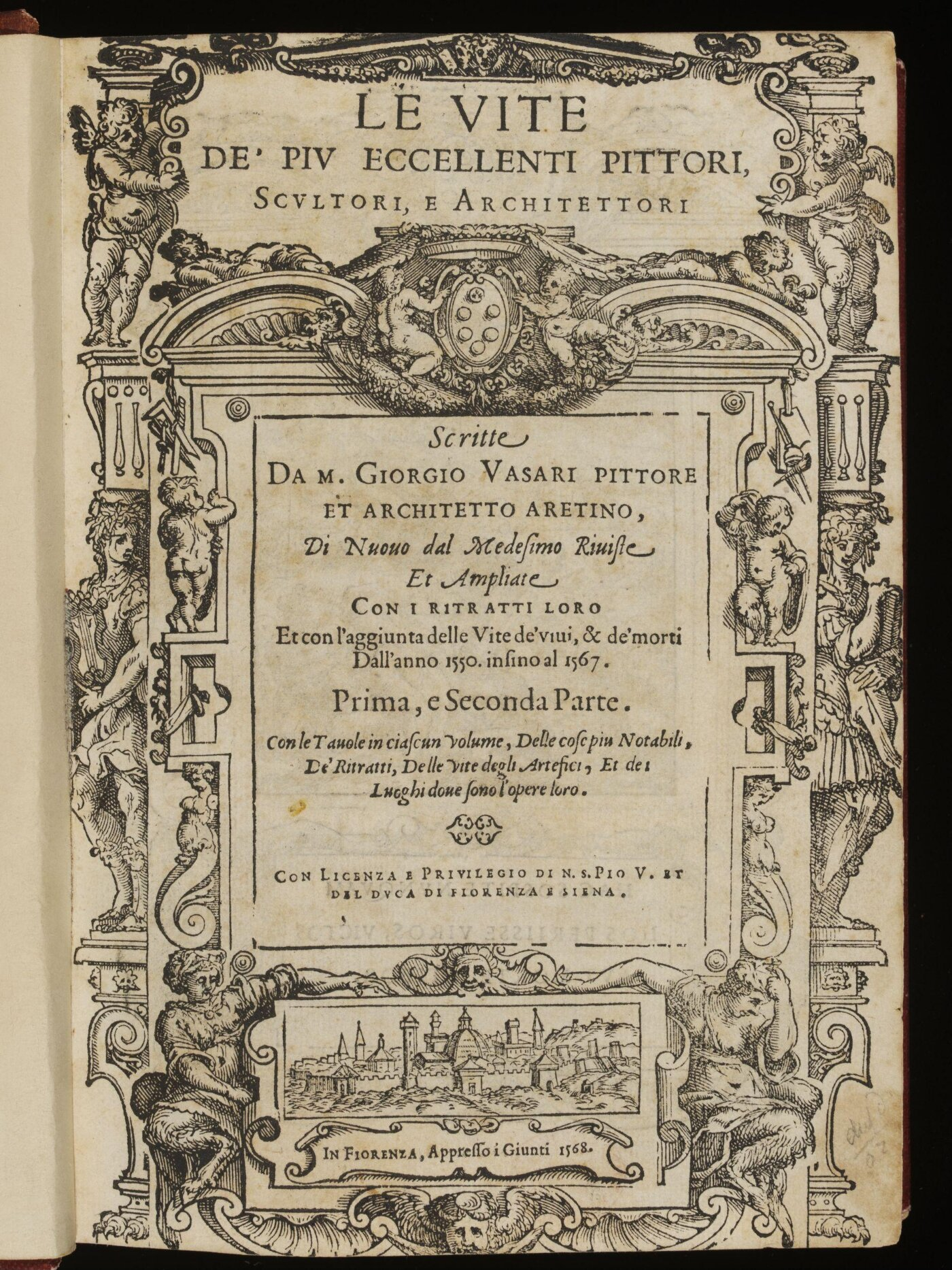

A les acaballes de 1524, al final d'una epidèmia de pesta, Parmigianino es troba a Roma. Vasari escriu que « desitjant de veure Roma […] va comunicar el seu desig als seus vells oncles, els quals, tot i que això els semblava poc digne de lloances, expressaren no obstant llur aprovació, amb la recomanació que portàs amb ell alguna cosa que hagués realitzat per ses pròpies mans per a facilitar la seua entrada entre els nobles i els artesans de la seua professió. Això no va desplaure Francesco, que va pintar tres quadres, dos petits i un altre molt gran, representant la Mare de Déu amb el seu fill al coll que pren unes fruites a un àngel, i un vellard amb els braços peluts, realitzats amb art i intel·ligència i amb colors graciosos […] Una vegada acabades aquestes obres [...], va partir vers Roma acompanyat dels seus oncles ».
Dels tres quadres citats per Vasari, s'ha identificat la Sagrada Família, avui dia al Museu del Prado de Madrid, que mostra, igualment en referència a Correggio, aquest gust aristocràtic ja manifest als seus retrats, i el seu cèlebre Autoretrat a l'espill convex de Viena que, segons Vasari, qui sembla haver quedat molt impressionat per la « invenció » del jove artista, va ser donat a Pietro Aretino: « recorde haver-lo vist quan era molt jove — escriu — a Arezzo, a ca Pietro Aretino on era considerat un objecte rar pels estrangers de pas. Va anar a parar, no sé com, a mans de Valerio Vicentino, tallador de cristall i avui dia es troba a ca Alessandro Vittoria, escultor, a Venècia ».
Hom ha vist també en aquest quadre, a més de l’angèlica bellesa del pintor, citada per Vasari, i la novetat suggestiva de la invenció, una manifestació de la nova sensibilitat manierista així com una referència alquímica, en el sentit en què la forma rodona del quadre correspondria a la « primera matèria », el mirall al mètode experimental alquímic, i la malenconia, que palesa el rostre de Parmigianino, a un tret característic d'aquells affeccionats a l'alquímia.
Àdhuc el Retrat de Lorenzo Cybo, datat el 1525 i citat per Vasari — « Francesco va fer el retrat de Lorenzo Cybo, capità de la guàrdia del papa i home molt bell, i hom pot dir que, més que un retrat, va fer un ésser de carn i de sang » — confirma l'elecció intel·lectual i la seua gran capacitat d'identificació psicològica. Giulio Carlo Argan (Storia dell'arte italiana) escriu que Parmigianino « és conscient de la vacuïtat absoluta de les seues obres, de llur absurda realitat prenent el lloc de la realitat de la consciència. Ell sent que en l'« alta » societat del seu temps, en aquesta aristocràcia a la qual ell s'adreça, l'artifici del cerimonial està suplantant el capteniment ètic, la vida moral ».

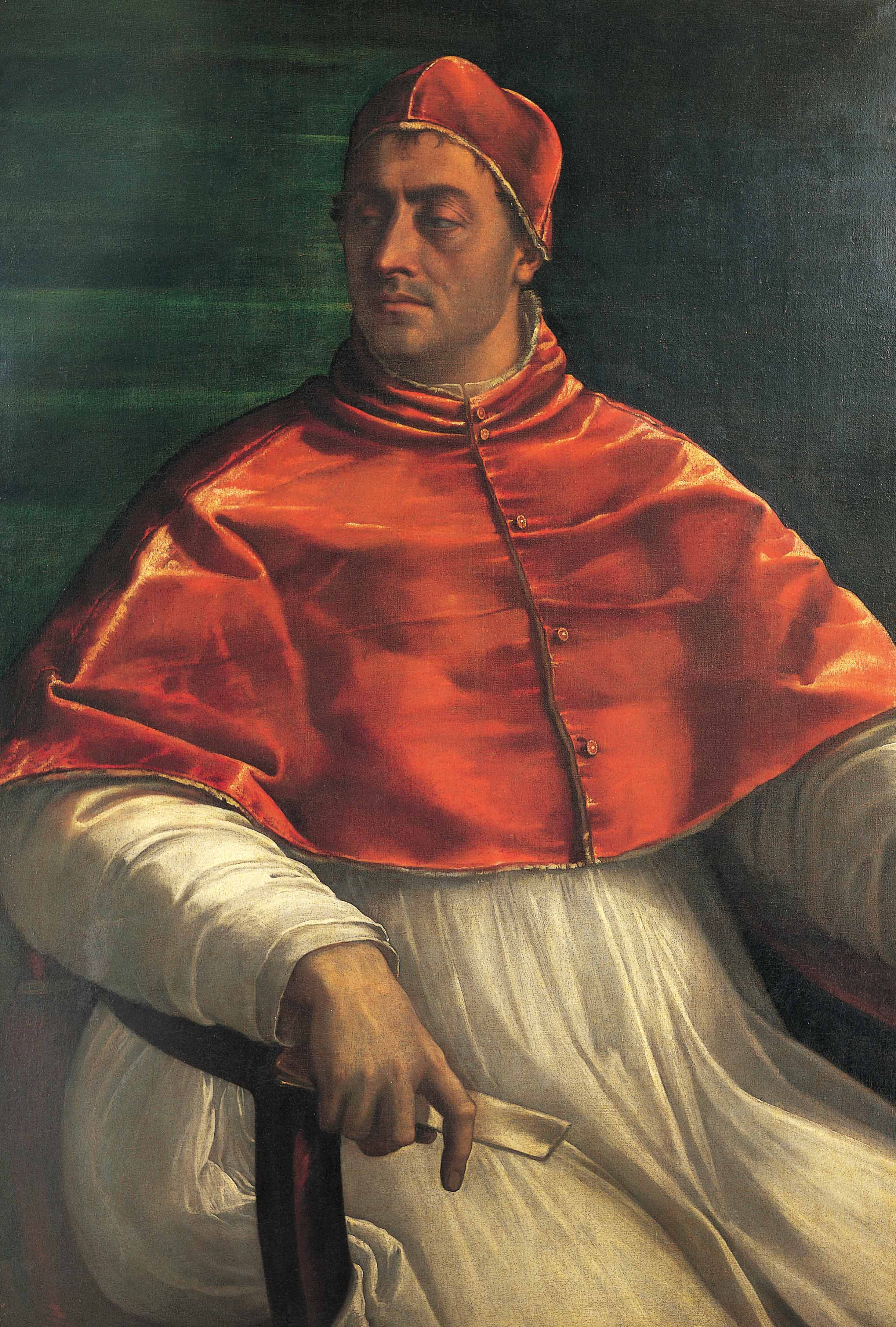

A Roma no va treballar en els frescos dels palaus del Vaticà, com li havia promès inicialment el papa Climent VII, però va estudiar sobretot Rafael, mort tres anys abans : « hom deia que l'esperit de Rafael havia passat al cos de Francesco, en veure aquest jove dotat d'un sentit artístic excepcional i amb maneres polides i gracioses, exactament com Rafael i, sobretot, com ell es dedicava a imitar-lo en totes les coses però, per davant de tot, en la pintura. Aquest estudi no va ser en va, car els nombrosos petits quadres que va fer a Roma, la major part recollits pel cardenal Ippolito de' Medici, eren vertaderament meravellosos ».
L'artista va entrar en contacte amb els deixebles de Rafael,- Perin del Vaga, Baldassarre Peruzzi, Polidoro da Caravaggio – i amb Sebastiano del Piombo i Rosso Fiorentino. Les aspiracions d'aquest grup van satisfer les seues exigències d'elegància refinada i de decoració sofisticada: les seues relacions amb el Rosso – tots dos treballaren per a Baverio dei Caroccile, el mateix gravador a qui hom deu els gravats basats en llurs dibuixos – són les més fecundes per a la pintura de Parmigianino: la prolongació exasperada dels rostres del florentí estarà sempre present en les posteriors obres de Parmigianino.
Els quadres del seu breu pas per Roma, encara existents, són els següents: 
- El Matrimoni místic de Santa Caterina
- els quadres que li són atribuïts, Home amb llibre Arxivat 2007-09-28 a Wayback Machine. a la City Art Gallery de York
- Mare de Déu amb l'Infant i Sant Joan Baptista Arxivat 2007-09-30 a Wayback Machine. a Nàpols – el seu quadre més clàssic i el més rafaelesc, que fa referència a la Mare de Déu de la diadema de Rafael, avui dia al Louvre, empra, com a element constitutiu predominant, la relació entre els personatges i el paisatge -
- Visions de sant Jeroni, a Londres.

El quadre Matrimoni místic de Santa Caterina, venut l'any 1800 pels Borghese al col·leccionista anglès William Ottley i adquirit per la National Gallery de Londres l'any 1974, tradueix ja la influència rafaelesca en el seu llenguatge personal manierista, entre l'elegància aristocràtica de les actituds i dels gestos i una relació subtilment psicològica entre els personatges. La disposició inhabitual i la perspectiva anti-clàssica donen una sensació de tancament, accentuada per la sèrie de cambres il·luminades per fonts de llum successives fins a la finestra en darrer pla.
De la Visió de sant Jeroni, Vasari escriu que « havent rebut una comanda d'una Santa verge per part de Maria Bufolina de Città di Castello, un quadre destinat a una capella pròxima a la porta de l'església de San Salvatore del Lauro, Francesco realitzà una Mare de Déu aèria, llegint amb un Infant entre les cames i a terra hi va situar, agenollat en una extraordinària i bella actitud, un sant Joan que pel moviment de rotació del bust mostra el Crist infant, i va representar, tombat a terra, i semi visible, un sant Jeroni penitent adormit ». Però el quadre no seria mai col·locat a l'església de San Salvatore in Lauro: de l'església de Santa Maria della Pace a Roma, va anar a parar al palau Buffalini a Città di Castello, i de seguida a Anglaterra, on va ser adquirit per la National Gallery de Londres l'any 1826.
El quadre, pintat l'any 1527, va estar pecedit d'un intens treball preparatori: una vintena de dibuixos són testimoni de la recerca d'una composició satisfactòria. Un d'aquests dibuixos, conservats a la Galleria Nazionale de Parma, tot i que es tracta d'un simple esbós, s'acosta a la versió definitiva invertint completament la composició inicialment prevista a l'horitzontal. El personatge dominant del Baptista que gira el seu poderós tòrax miquelangelesc, indicant de manera elocuent el grup de la Mare de Déu i l'Infant que, dempeus, - més adult que en les representacions tradicionals - sembla voler deslligar-se de sa mare – immersa en pensaments malencònics – per seguir el destí al qual ha estat cridat, tot sense oblidar prendre una actitud afectada, impregnada d'elegància aristocràtica.

### El període bolonyès

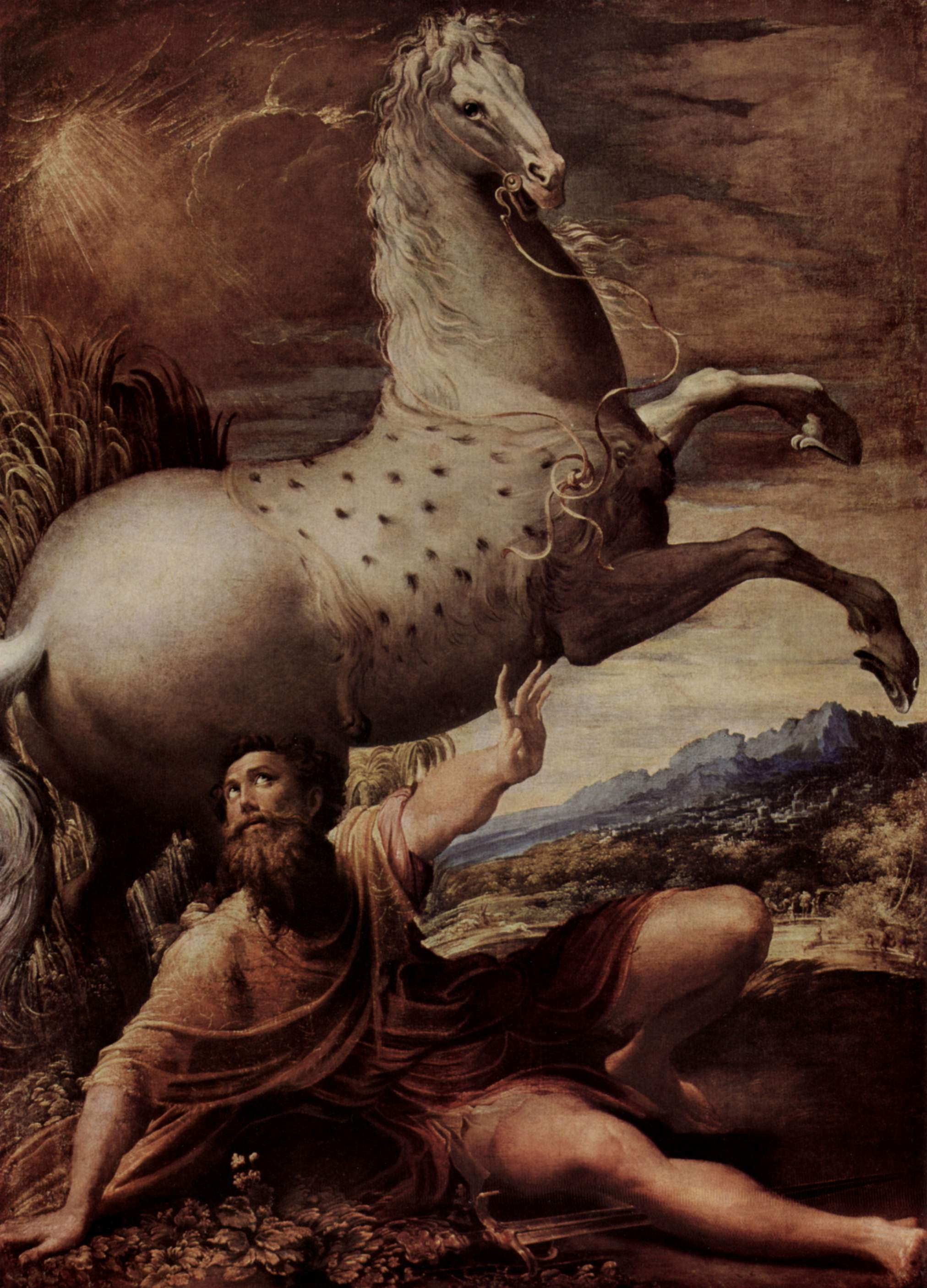

Els lansquenets de Carles V assetjaven Roma, i hi van penetrar sotmetent-la al saqueig. Vasari escriu que Parmigianino « a l'inici del saqueig de la ciutat estava tan absorbit pel seu treball que quan els soldats entraren a les cases i ja alguns alemanys es trobaven a la seua, no es va destorbar del seu treball malgrat el soroll. Però, en veure'l així treballant, es van quedar tan estranyats que el van deixar continuar, comportant-se com a gentilhomes, el que devien ser ». Però després, empresonat per altres soldats, « va haver de pagar un rescat amb alguns escuts que posseïa. Així va ser que el seu oncle […] decidí, veient Roma gairebé en ruïna i al papa presoner dels espanyols, endur-se'l a Parma ».
Al juny de 1527 va arribar a Bolonya i va restar-hi quatre anys. La seua primera obra va ser, segons Vasari, el Sant Roc i el gos de la basílica de Sant Petroni, « al qual li va donar una molt bella aparença […] representant-lo un poc alleugerit del seu dolor a la cuixa ocasionat per la pesta. El mostra mirant vers el cel, agraint Déu com ho fan encara les gents pietoses front a l'adversitat. Va fer aquesta obra per a un tal Fabrizio da Milano, de qui va fer el retrat amb les mans juntes i que sembla viu. El gos també sembla completament natural, com els paisatges que són molt bells. Francesco excel·lia en totes aquestes coses ».
Com per a la visió de Sant Jeroni, hi afegeix un element sentimental – els ulls al cel del sant, l'esguard punyentment interrogatiu del donant, fins a la participació sensible del gos – que resta com en suspens i irresolut davant l'èmfasi rebuscat de la postura de sant Roc. És, per altra banda, ben estrany trobar en la tradició italiana anterior a la Contrareforma, la representació d'un sant que expresse, només, la meditació de l'exigència d'un devot respecte del Cel.
Arran del comentari de Vasari, « va fer per a Albio, un metge parmesà, una Conversió de sant Pau amb molts personatges i un paisatge, el que va ser una cosa ben estranya », hom ha pensat a atribuir a Parmigianino el llenç de la Conversió de Sant Pau a Viena, llenç antigament atribuït per alguns especialistes a Nicolò dell'Abbate. Hi ha, tot i això, un dibuix que reprodueix amb poques variants aquest llenç i, si la referència a « Heliodor despatxat del Temple » de Rafael a les Cambres vaticanes és ben evident, la representació no naturalista del cavall, amb el coll unflat i el cap petit i esmolat, amb les brides reduïdes a estranys filaments i la vesidura en seda, l'hàbit lleuger del sant, les taques daurades de la superfície, donen al quadre el caràcter d'una invenció decorativa, d'una abstracció deformada.

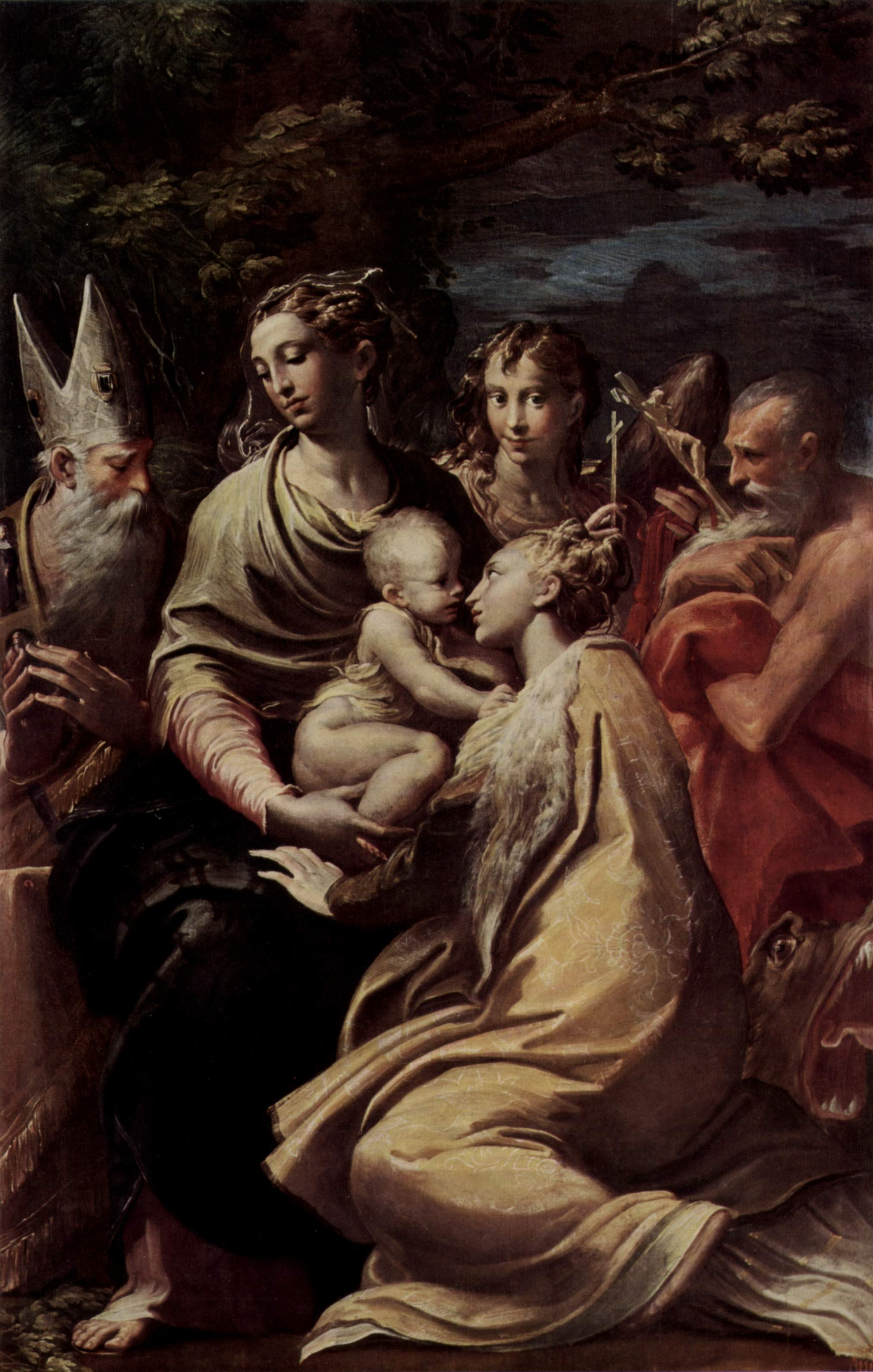

Vers 1528 va realitzar la composició de l'Adoració dels Mags de Taggia. Al principi s'atribuí la paternitat d'aquest quadre a Perin del Vaga, després a Luca Cambiaso i a Girolamo da Treviso, fins que Roberto Longhi la va tornar finalment a Parmigianino, en reconèixer les analogies amb la Mare de Déu amb l'Infant del Courtauld Institute de Londres (Col·lecció Seilern) i amb el gran retaule de la Mare de Déu amb Infant i sants a Bolonya.
Aquest darrer quadre va ser executat per a les religioses de Santa Margarida, a Bolonya, « une Mare de Déu, una santa Margarida, un sant Petroni, un sant Jeroni i un sant Miquel en gran veneració ». Finalitzat vers el 8 d'abril de 1530, va ser traslladat a la capella Giusti de l'església i de seguida dipositat al Palau Guidi. Requisat pels francesos l'any 1796, va tornar de París, a Bolonya l'any 1815.
El quadre és l'expressió – escriu Paola Rossi (L'opera completa di Parmigianino) - d'una « rara elegància formal, on fins i tot els sentiments semblen destil·lats i com suspesos en una atmosfera freda i irreal d'un capvespre il·luminat per la llum de la lluna: des de la intensitat en l'abnegació de la Mare de Déu i els dos sants, passant per la dolçor lànguida dels esguards recíprocs entre l'Infant i Margarida, fins al somriure lleuger i ambigu de l'àngel ».
És novament Vasari qui dona la informació següent: « quan l'emperador Carles V vingué a Bolonya per ser coronat per Climent VII, Francesc, veient-lo a l'ocasió dels seus àpats, realitzà, sense interrompre'l, un gran quadre on la Fama el corona de llorers i on Hèrcules, sota la forma d'un petit infant, li ofereix el món com si volguera donar-li'n la dominació. L'obra, una vegada acabada, va ser presentada al papa Climent, a qui va plaure tant que va enviar Francesc, acompanyat pel bisbe de Vasona, llavors dataire, a visitar l'emperador per mostrar-li-la. Sa Majestat l'aprecià molt i expressà el desig que li la deixaren, però Francesc, mal aconsellat per un amic, o poc fidel o poc astut, va dir que no estava encara acabada i que no volia deixar-la-hi. L'emperador que sens dubte l'hauria recompensat, no ho va fer. Aquest quadre, vingut a mans del cardenal Hipòlit de Mèdici, va ser donat al cardenal de Màntua i avui al duc, en companyia d'altres belles i molt nobles obres ».
Llarg temps considerat desaparegut, el Retrat al·legòric de Carles V era conegut per la còpia de Rubens. Un quadre, que va aparèixer a Anglaterra l'any 1883, per a passar de seguida a mans d'un col·leccionista romà, i després a una col·lecció privada dels Estats Units ha estat de vegades reconegut i exposat com original (però això és contestat per nombrosos especialistes que hi veuen una còpia de taller). La Fama, que hom pot interpretar com la Glòria, subjecta una palma - símbol de les conquestes espirituals – per damunt del cap de l'emperador i, a l'altra mà, un ram de llorer - símbol de les conquestes materials – per damunt del globus sostingut per un angelet.

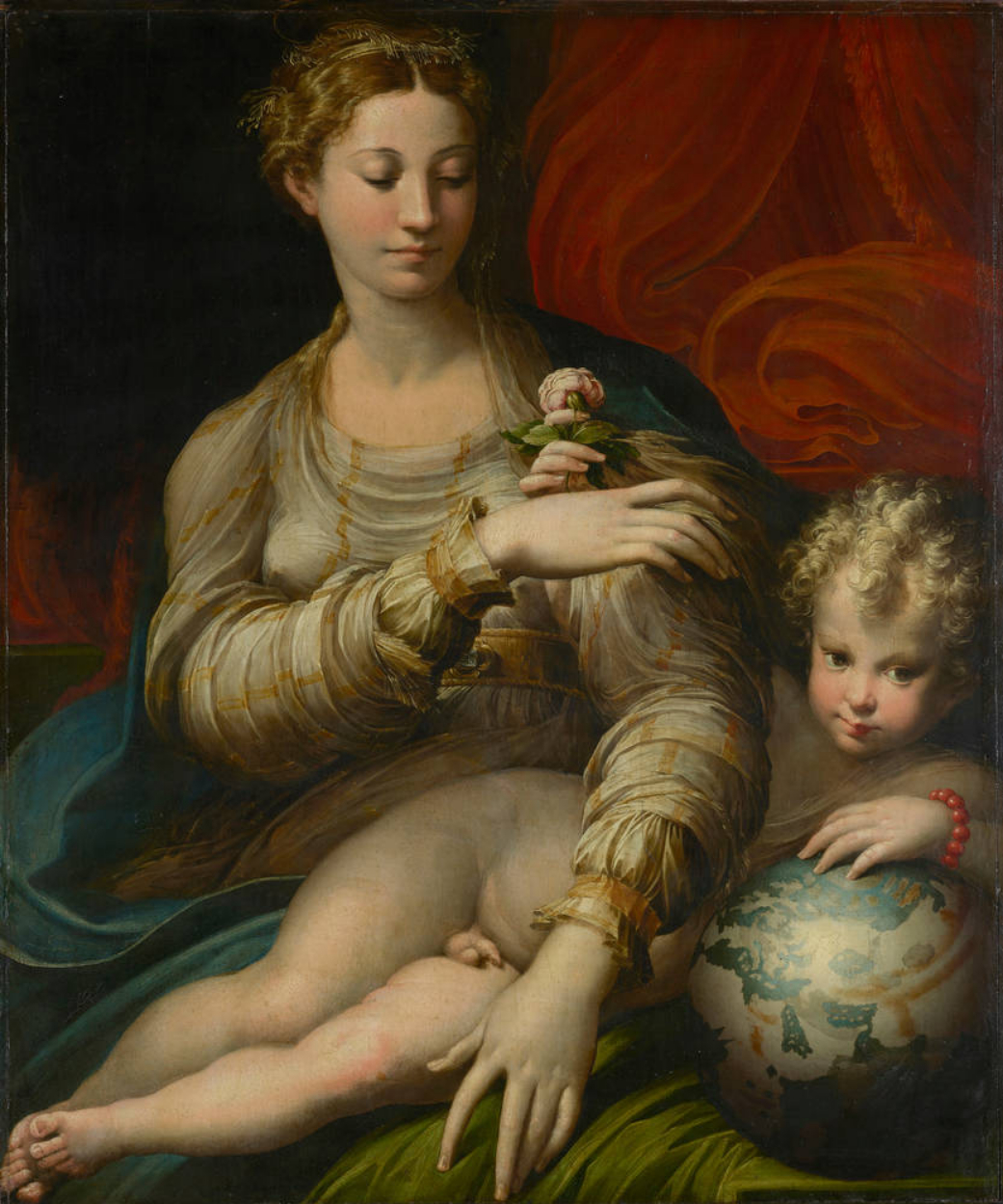

Vasari escriu encara que Parmigianino va fer a Bolonya, « un quadre de la Mare de Déu amb l'Infant que es recolza en un globus terraqüi. La Mare de Déu és molt bella i l'angelet és també molt natural: ell sempre aconsegueix que del rostre dels angelets emane una vivacitat infantívola, pròpia de l'estat d'esperit viu i maliciós que tenen sovint els petits infants. La Mare de Déu és, a més, embellida amb ornaments extraordinaris, amb un vestit de mànegues de vel groc i gairebé completament adornades d'or. És profundament graciosa, fins al punt que no només la carn sembla real i d'una delicadesa extrema sinó que també hom no pot veure cabells tan reeixits. Aquest quadre va ser pintat per a Pietro Aretino però el papa Climent, havent vingut a Bolonya, va obtenir-lo de Francesco i després, no sé com, va anar a parar a mans de Dionigi Gianni per ser avui dia en possessió de Bartolomeo, son fill, qui li ha dedicat tanta cura, que hom n'ha fetes cinquanta còpies (reals o suposades) ».
La família Gianni, o Zani, el va vendre l'any 1752 a August III de Polònia per a la seua col·lecció de Dresden (avui dia a la Gemaldegalerie). Si la rosa i el globus de l'Infant devien representar la salvació del món deguda a Crist, segons la interpretació alquimista de Fagiolo dell'Arco, la rosa, símbol de la rodonesa, seria la « metàfora de l'èxit de l'opus » i l'obra entera representaria la Immaculada Concepció.
El vestit transparent de la Mare de Déu, la pose de l'Infant amb els cabells caragolats i el braçalet de corall al canell, les ondulacions de la cortina, donen a la pintura una empremta essencialment profana, i fins i tot sensual. Affò en va treure conclusions idèntiques; que l'obra – encarregada per Petro Aretino – hauria d'haver representat una Venus i Cupido. No obstant això, aquesta hipòtesi ha estat desmentida per tots els esbossos de Parmigianino. Els temes, ja siguen religiosos o profans, són sotmesos a la irreversible direcció de l'estil escollit per Parmigianino: elegància decorativa, preciosisme formal i virtuosisme rebuscat en la composició.

### El retorn a Parma

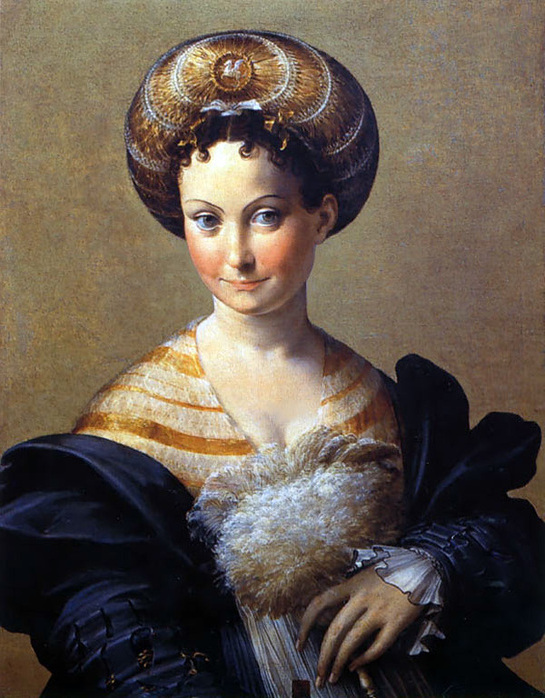

« Després d'haver passat tants anys fora de la seua pàtria i d'haver tingut múltiples experiències artístiques, només per mitjà d'amics i no freqüentant la universitat, va tornar-se'n finalment a Parma en resposta a la crida d'amics i parents. Des de la seua mateixa arribada, es va posar a treballar de valent per a una volta de l'església de Santa Maria della Steccata, un fresc bastant gran. Com que davant de la volta hi havia un petit arc que es corbava com aquella i a l'altura del rostre, es va posar a treballar al damunt perquè era més fàcil i va realitzar sis personatges molt bells, dos en colors i quatre en clarobscur, entre uns i altres, alguns ornaments molt bells que posaven en relleu les rosasses del centre. » Perfeccionista, treballant lentament, introduint detalls molt sofisticats (estudiats mitjançant diversos dibuixos), per altra banda invisibles des del terra, l'artista es va retardar en el lliurament de la comanda.
El contracte entre els majordoms de l'església de la Steccata i Parmigianino va ser signat el 10 de maig de 1531: preveia la decoració de l'absis i de l'intradós de la gran capella. Durant aquest temps el pintor havia realitzat el seu autoretrat i va finalitzar aquest any el Retrat de noia jove, actualment a la pinacoteca de Parma, anomenat L'esclava turca només a causa del balzo, la gandalla que recull els cabells donant la impressió d'un turbant oriental.
És un dels retrats més expressius, i dels més coneguts, de l'artista: la sensualitat maliciosa del personatge s'acreix amb l'esguard fix vers l'observador i per la intel·ligència de la composició en l'harmonia deliberada, tot en corbes, que delimita el rostre.
Certament, del mateix període són el suposat Autoretrat de la Galleria degli Uffizi, el Retrat d'un gentilhome de Nàpols i el Retrat de la comtessa Gozzadini, actualment a Viena, que, segons Vasari, Parmigianino hauria fet al mateix temps que el del seu marit Bonifacio, deixant-lo no obstant inacabat a la part de sota, com en efecte pot veure's a Viena.
El retrat de Bonifacio Gozzadini, si en realitat va ser començat, és introbable. Però Gozzadini va ser també qui li va encarregar La Mare de Déu i l'Infant amb els sants Zacaries, Magdalena i Joan, de la Galleria degli Uffizi, adquirit l'any 1533 i de seguida propietat del comte de Bolonya, Giorgio Manzuoli. Des d'aleshores, es va retrobar als Uffizi l'any 1605.

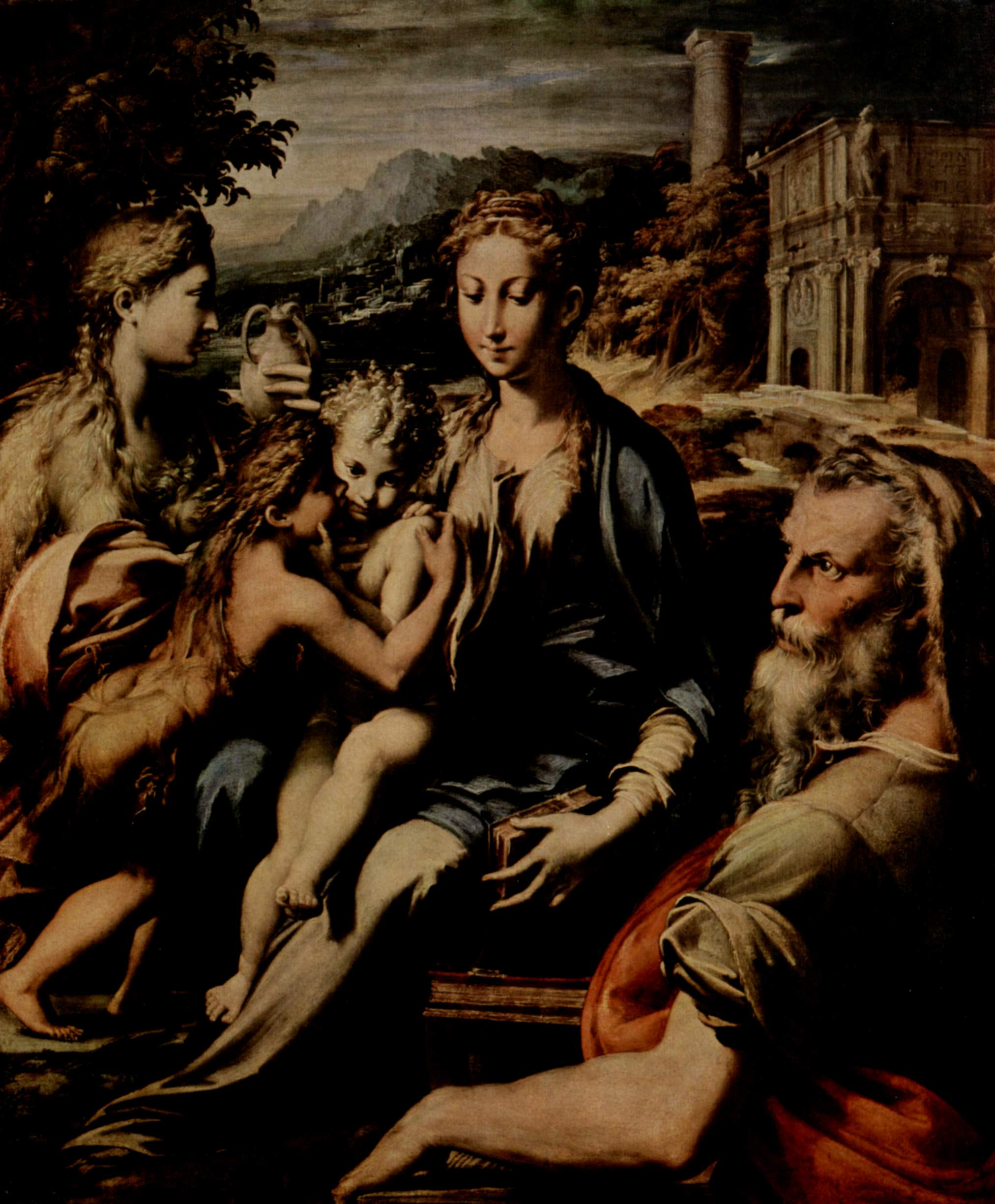

Descrita en document notarial com pieta imago Beatae Mariae Virginis cum Bambino imaginis domini nostri Jesu Christi in brachio et imago S. Zacariae et imago domine Sancte Mariae Magdalenae, el tractament lluminós al qual Parmigianino sotmet la superfície, fent-la filamentosa i iridescent, resulta com si la despulla de l'embolcall físic hagués estat llançada a un gresol per eliminar-ne les impureses. L'intent d'atènyer a una suprema elegància formal passa doncs per la transformació de la matèria i, mantenint la similitud amb la realitat terrestre, la tradueix en una matèria que sembla lunar.
El paisatge, que ací té una importància poc habitual, no se sostrau tampoc d'aquest procés de transformació, i la irrealitat de les arquitectures d'ensomni – l'arc amb l'estàtua que, amb l'esguard emfàtic vers les altures, sembla viva, i l'enorme columna aïllada de manera absurda – confirma i accentua la sensació d'estranyesa i de pertinença a una altra realitat i a un altre temps. Potser s'hi troba precisament en aquest procés d'estil l'autèntica referència als interessos alquímics de Parmigianino: el procés que transforma la forma de la matèria real per extraure'n la quinta essència de la seua puresa, la forma com a bellesa pura.
« En aquesta mateixa època, escriu Vasari, va fer per a Baiardo, gentilhome parmesà i un dels seus amics molt íntims, en un quadre un Cupido que fabrica un arc de sa mà: als seus peus, afegí dos Amors, l'un, assegut, pren el braç de l'altre i, somrient, vol que toque Cupido amb un dit, l'altre, que no el vol tocar, plora mostrant la seua por de no cremar els focs de l'amor. Aquesta pintura, que és banal pels seus colors, preciosa per la seua invenció i graciosa per la manera particular que ha estat i és pels seus artificis i pel que fa a l'art de la imitació i l'observació, pertany avui dia a Marcantonio Cavalca, hereu del cavaller Baiardo, en companyia de nombrosos dibuixos que ell ha recollit per la seua pròpia mà, dibuixos de tota classe, molt bells i ben acabats... »
Es tracta de Cupido fabricant el seu arc Arxivat 2006-06-08 a Wayback Machine., passat a Madrid i des d'ací, adquirit per l'emperador Rodolf II l'any 1603, i custodiat primer a Praga i de seguida a Viena. Cupido, pràcticament d'esquena, està fabricant el seu arc amb un peu sobre uns llibres – al·lusió a la preeminència de l'Amor sobre la Ciència -, mentre que els dos infants, l'un xiquet i l'altre una xiqueta, serien Ànteros, l'impuls viril que dona força a l'amor i Líseros, el principi femení que l'apaga. De fet el primer petit Amor agafa el braç del segon que es resisteix i plora, intentant fer-li tocar Cupido.

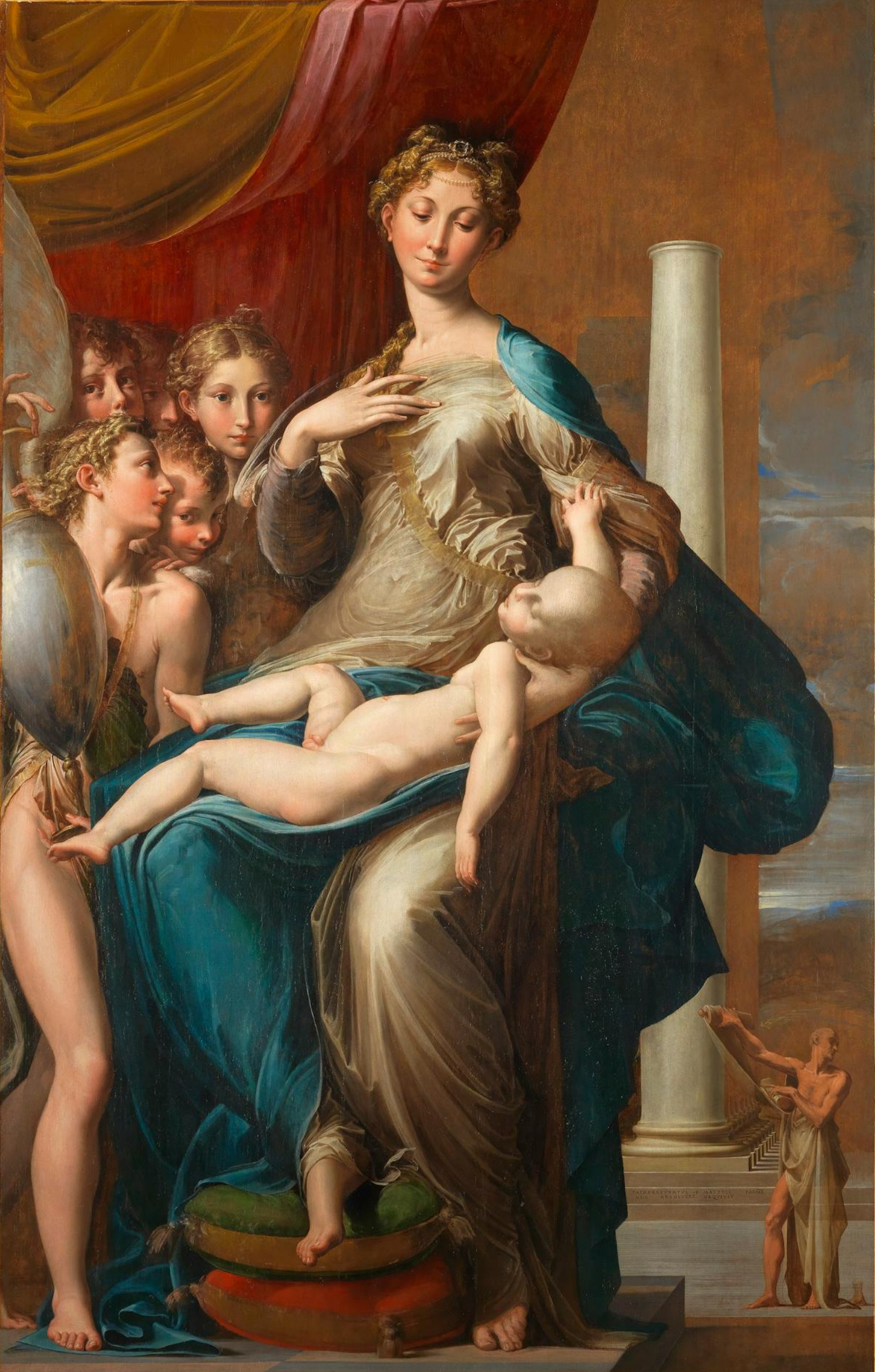

Amb una malícia perversa, el pintor ha expressat en els rostres dels dos infants – que semblen ser una reflexió sobre els Amors de Correggio (però també del Rafael de la Mare de Déu Sixtina), en un esperit, certament per una altra banda allunyat d'aquest, però conservant-ne la mateixa amable espontaneitat - un gran frescor que reïx a deixar en segon pla la tensió eròtica latent i el cos marmori de Cupido, les ales del qual semblen fetes de metall.
« Per a l'església de Santa Maria dei Servi va fer un quadre de Nostra Senyora amb el seu fill adormit als braços i a un costat, diversos àngels, un dels quals porta al braç una urna de cristall amb, a l'interior, una creu a la qual mira Nostra Senyora. Aquesta obra, que no el satisfeia gaire, va quedar inacabada. No obstant això, hom l'admira per la seua gràcia i la seua bellesa. ». És així com Vasari fa referència a la que potser és l'obra més famosa de Parmigianino, La Mare de Déu del coll llarg.
Va ser encomanada per Elena Baiardi per a la seua capella personal de l'església de Santa Maria dei Servi : com ho testimonia el contracte, en data de 23 de desembre de 1534, pel qual el Parmigianino, després d'haver rebut una bestreta, es comprometia a lliurar el quadre a la pentecosta de 1535 i, en cas d'incompliment, avalant amb la seua pròpia casa. I en efecte, el llenç no va ser ni acabat ni lliurat: inacabat en el seu costat dret i deixat al taller del pintor. A la seua mort, va ser-hi afegida una inscripció sobre el pedestal de la columnata : FATO PREVENTUS F. MAZZOLI PARMENSIS ABSOLVERE NEQUIVIT. Deixat a l'església l'any 1542, va ser adquirit pels Mèdici el 1698 (Florència, Uffizi).
L'anàlisi que fa Hauser d'aquesta pintura és significatiu : « s'hi troba l'herència de les excentricitats de Rosso, les formes més allargades, els cossos més projectats, les cames i les mans més esveltes, el rostre més delicat de la dona i el coll més deliciosament modelat i l'amalgama dels motius més irracionals que hom puga imaginar, les proporcions més irreconciliables i les formes més incoherents de l'espai. Sembla que cap element del quadre siga compatible amb cap altre, ni que cap forma obeïsca a les lleis naturals, ni que cap objecte respecte la funció que li pertocaria normalment. Hom no sap si la Mare de Déu resta dreta o asseguda o si es recolza sobre qualsevol cosa que poguera ser un tron. Segons la llei de la gravetat, l'Infant hauria, en un moment o altre, de relliscar dels genolls de sa mare. Hom no sap si ella mira l'Infant o si està preocupada d'ella mateixa, dels seus propis pensaments. Hom no sap tampoc on té lloc vertaderament l'escena: si en un vestíbul o a l'aire lliure. Què hi ha allà darrere, al fons? Una filera de columnes o una pesant cortina? I després, què són aquestes columnes que es troben allà, sense capitell, completament inútils, semblants als fumerals d'una fàbrica? I què poden ben bé representar els adolencents i infants reunits en l'angle esquerre al primer pla? Àngels ? O més aviat un efebus amb els seus companys presentant una ofrena a la Mare de Déu, a aquest ídol idealment graciós? Hom hauria arribat ja, o aquest gènere de pintura sagrada hauria de portar-hi inevitablement: a un culte pagà de la bellesa ».
Resta encara Fagiolo dell'Arco per donar una interpretació basada en els principis alquímics i religiosos: el tema del quadre seria la Immaculada Concepció. El cànter de cristall, a primer pla i a l'esquerra, al qual és visible, per un moment, la creu citada per Vasari, faria referència a la sina de Maria. Es tractaria del Vas Mariae, una al·lusió a la mort de Crist en el moment de la seua concepció, segons la idea dels alquimistes que la naixença correspon a la mort. La columna simbolitza la Immaculada Concepció, i el llarg coll de la Verge ja era, des de l'Edat Mitjana, un atribut de la Mare de Déu - collum tuum ut columna.

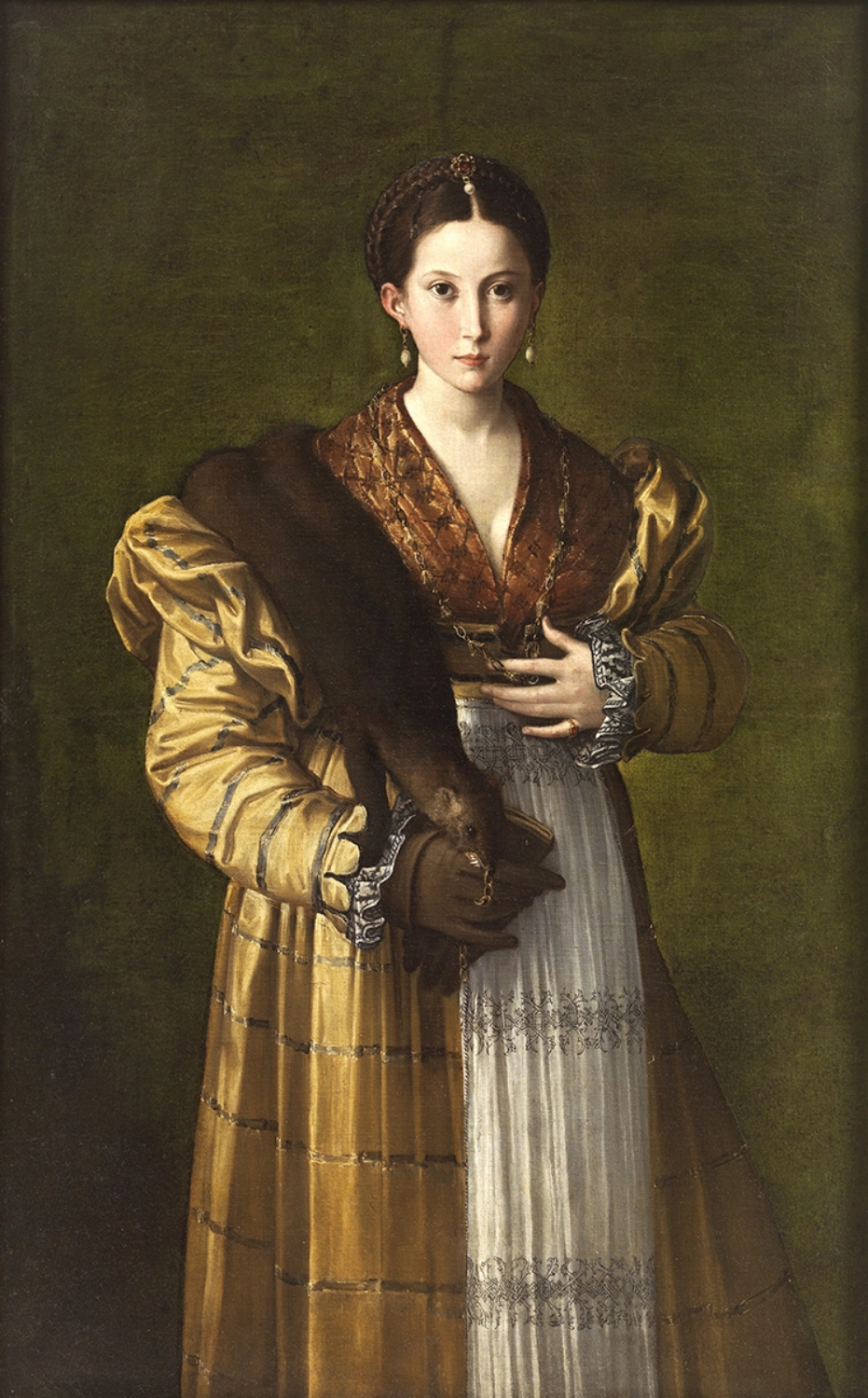

Identificada sense proves amb una cortesana romana molt coneguda a l'època, el « Retrat de dona » de Nàpols (Capodimonte) és una aparició improvisada i inquietant, un fantasma que sorgeix de l'ombra. El naturalisme és de fet només aparent, negat per l'allargament « al·lucinant de tot el braç i l'espatlla dreta sobre la qual la pell de gibelina té un pes desmesurat, per la deformació anormal que aquesta, angoixada, amb l'aire resignat, suporta com una penosa càrrega de la natura. (Bologna) » 
Durant aquest temps, va continuar els frescos de l'església de Santa Maria della Steccata. Va rebre'n dos pagaments, un l'any 1531 i l'altre el 1532. El 1534, va rebre 1.200 fulles d'or que calien per a la decoració, d'altres encara el 1535 i el 1538, i les darreres el 12 d'abril de 1539. En realitat, el treball havia d'estar acabat l'any 1532. Des del 27 de setembre de 1535, els majordoms havien exigit la restitució de 200 escuts. Havent arribat a un compromís, li va ser concedit un ajornament. Però el 3 de juny de 1538, els majordoms li van comunicar l'ordre de restituir 225 escuts per incompliment. Va obtenir-ne un nou ajornament fins al 26 d'agost de 1539 sense que acabara el seu treball. La Confraria va fer ús de les vies legals i va fer empresonar Parmigianino durant uns dies. En ser alliberat, el pintor va abandonar Parma i la Confraria el va despatxar: per acta notarial de 19 de desembre de 1539, es disposa que « el mestre Francesco Mazzolo ja no podia, per cap mitjà, interposar-se o impedir realitzar les pintures de la capella de la nova església de la Madonna de la Steccata » i el treball va ser confiat a Giulio Romano, qui va executar amb el seu taller els altres murs no realitzats per Parmigianino (el projecte preveia, a l'absis, una Coronació de la Mare de Déu i la decoració del gran arc del presbiteri).
De 1531 a 1535, Parmigianino hauria produït els esbossos, passant a realitzar els frescos de 1535 a 1539 sobre el barandat a la dreta del gran arc del presbiteri, les Tres verges boges, els monocroms d'Eva i d'Aaró, i a l'esquerra, altres tres verges boges i els monocroms de Moisès i d'Adam així com els angelets sobre les garlandes i un fris amb personatges, àngels, cànters, llibres i objectes de culte.
De factura monumental, els personatges assumeixen expressions d'una gravetat profunda i inquietant amb « un sentit del classicisme, après però inèdit, que és el resultat més extraordinari d'un context sense ambigüitat, fruit d'una sensibilitat i d'un llenguatge deliciosament manierista » (Rossi). Al fris es percep « l'habilitat de l'orfebre, la passió per la fusió dels metalls, comuna també als alquimistes, aquest foc roig que crema de manera estranya el contorn dels dos homes que, indiferents, el produeixen. » (Ghidiglia Quintavalle)
Expulsat de Parma, l'artista es va exiliar fora les portes de la ciutat, a Casalmagiorre, on es va dedicar a l'alquímia. Va pintar un retaule per a l'església d'aquest poble, La Mare de Déu amb sant Esteve, sant Joan Baptista i un oferent (Dresden, Gemäldegalerie), representats sota una freda llum lunar.
Personatge complex, torturat, va morir als trenta-set anys. És un dels grans creadors del corrent manierista com ho testimonien l'extrem refinament del seu art, el seu preciosisme, l'allargament de les figures fins a la deformació, les estranyes composicions amb ambigus contraposto. Gràcies als gravats, fets per diversos alumnes i seguidors (Mazzola-Bedoli, Niccolo dell'Abate, ...), la seua influència es va difondre per tot Europa (Escola de Fontainebleau, després cort de Praga - Bartholomeus Spranger-, als Països Baixos -Wtewael- i a Nancy -Bellange-).

## Obres

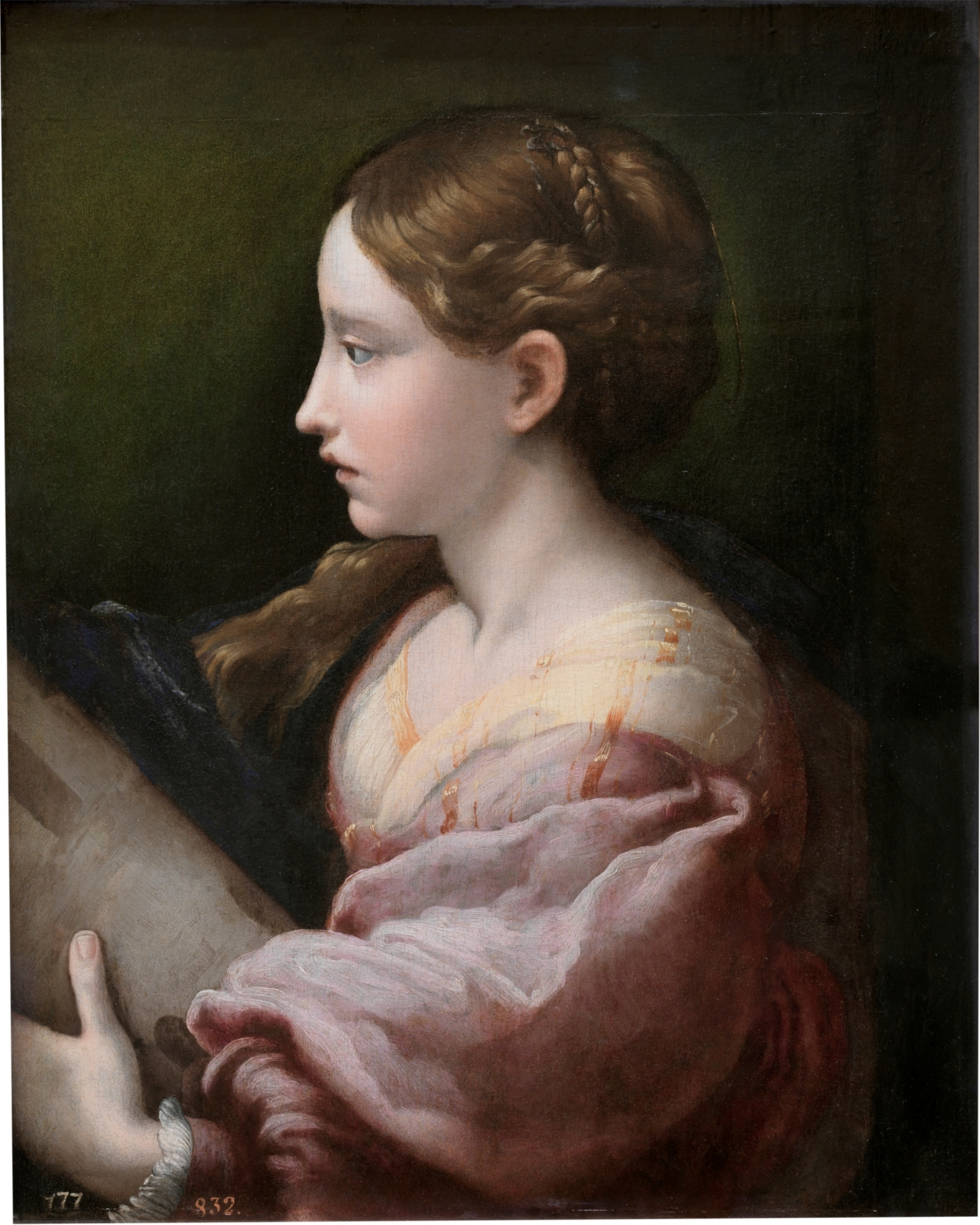
Santa Bàrbara

- Berlín, Staatliche Museen, Baptisme de Crist, h/b, 195 x 137, ca 1519, atribuït
- Bardi, església de Santa Maria, Matrimoni místic de santa Caterina i els sants Joan Baptista i Joan Evangelista, det/b, 203 x 130, 1521
- Madrid, Museu del Prado, Santa Bàrbara, h/b, 48 x 39, ca 1521
- Parma, església de San Giovanni Evangelista, frescs, 1522 - 1523
- Fontanellato, Fortalesa, frescs, 1523 - 1524
- Londres, National Gallery, Retrat d'un col·leccionista, h/b, 89 x 64, ca 1523
- Nàpols, Gallerie Nazionali di Capodimonte, Retrat de Galeazzo Sanvitale, h/b, 109 x 81, 1524
- Madrid, Prado, Sagrada Família, h/b, 110 x 89, 1524
- Viena, Kunsthistorisches Museum, Autoretrat, diam. 24,4, 1524
- Roma, Galeria Doria-Pamphilj, Adoració dels pastors, h/b, 59 x 34, 1525
- Roma, Galeria Doria-Pamphilj, Mare de Déu amb l'Infant, h/b, 60 x 34, 1525
- Copenhaguen, Statens Museum for Kunst, Retrat de Lorenzo Cybo, h/b, 126 x 104, 1525
- Londres, National Gallery, Matrimoni místic de santa Caterina, h/b, 74 x 57, ca 1525
- Viena, Kunsthistorisches Museum, Home que suspèn la lectura, h/b, 67 x 53, ca 1525, atribuït
- York (Anglaterra), City Art Gallery, Home amb un llibre, h/b, 70 x 52, ca 1525.
- Naples, Gallerie Nazionali di Capodimonte, Mare de Déu amb l'Infant i el jove sant Joan Baptista, det/t, 159 x 131, ca 1526
- Londres, Courtauld Institure (col·lecció Seilern), Mare de Déu amb l'Infant, h/b, 63 x 51, ca 1526
- Londres, National Gallery, Visió de sant Jeroni, h/b, 343 x 149, 1527
- Bolonya, Catedral de San Petronio, Sant Roc i oferent, h/b, 270 x 197, 1527
- Viena, Kunsthistorisches Museum, La conversió de sant Pau, h/t, 177 x 128, ca 1528
- Taggia, església de Sant Domènec, Adoració dels Mags, h/b, 120 x 94, ca 1528
- Bolonya, Pinacoteca Nazionale, Mare de Déu amb l'Infant i sants, h/b, 222 x 147, ca 1529
- Hampton Court, Col·lecccions reials, Retrat d'home jove, h/b, 97 x 82, ca 1529
- Roma, Galleria Borghese, Retrat d'home, h/b, 52 x 42, ca 1529
- Estats Units d'Amèrica, Col·lecció privada, Retrat al·legòric de Carles V, h/t, 182 x 125, ca 1530 atribuït o còpia de taller
- Dresden, Gemäldegalerie, La Verge de la rosa, h/b, 109 x 88, ca 1530
- Parma, Pinacoteca Nazionale, Retrat de dona jove, h/b, 67 x 53, ca 1530
- Florència, Uffizi, Mare de Déu amb l'Infant, sant Zacaries, santa Magdalena i el jove sant Joan Baptista, h/b, 73 x 60, ca 1530
- Viena, Kunsthistorisches Museum, Retrat de dona jove, h/b, 50 x 46, ca 1531, atribuït
- Florència, Galleria degli Uffizi, Autoretrat, h/b, 100 x 70, ca 1531
- Nàpols, Gallerie Nazionali di Capodimonte, Retrat d'home, h/b, 98 x 84, ca 1531
- Parma, església de San Giovanni Evangelista, Santa Margarida i santa Cecília, frescs, ca 1531
- Rome, Galleria Spada, Tres caps, fragment de fresc, 1530 - 1534, atribuït
- Castell de Windsor, Col·lections reials, Minerva, h/t, 63 x 46, 1530 - 1535
- Viena, Kunsthistorisches Museum, Cupido fabricant son arc, h/b, 135 x 65, ca 1533
- Florència, Uffizi, Mare de Déu del coll llarg, h/b, 216 x 132, 1535
- Nàpols, Gallerie Nazionali di Capodimonte, Retrat de dona jove, dita Antea, h/t, 135 x 88, ca 1536
- Parma, església de Santa Maria della Steccata, frescs, 1535 - 1539
- Viena, Kunsthistorisches Museum, Retrat de gentilhome, h/b, 117 x 98, ca 1537, atribuït
- Madrid, Prado, Retrat de Pier Maria Rossi di San Secondo, h/b, 133 x 98, ca 1538
- Madrid, Prado, Retrat de Camilla Gonzaga, h/b, 128 x 97, ca 1538
- Dresden, Gemäldegalerie, Mare de Déu amb l'Infant i els sants Esteve i Joan Baptista, h/b, 253 x 161, 1540
- Parma, Pinacoteca Nazionale, Autoretrat, h/pap., 21 x 15, 1540
- Nàpols, Gallerie Nazionali di Capodimonte, La mort de Lucrècia, h/b, 68 x 52, 1540, atribuït
- París, Museu del Louvre, El Matrimoni místic de santa Caterina (petit esbós inacabat)
- Foth Worth, Kimbel Art Museum Mare de Déu amb l'Infant

## Dibuixos
- Hamburg, Kunsthalle, Esposalles d'Alexandre i Roxana
- Angers, Musée des Beaux Arts, El guariment dels malalts
- Berlín, Kupferstichkabinett Gemäldegalerie, Estudi de les santes Llúcia i Apol·lònia; Estudi de Diana i Acteó
- Chatsworth, Chatsworth Settlement, El matrimoni de la Mare de Déu; Jome jove amb gossos; Autoretrat
- Londres, Museu Britànic, Autoretrat amb un gos; Home jove dempeus; Estudi de profeta; Estudi de nus; Estudi per a la decoració de la Steccata; Estudi de filòsof assegut; Estudi de canèfora
- Londres, Col·lecció Seilern, La conversió de sant Pau
- Londres, Victoria and Albert Museum, Interior d'església amb la "Presentació al temple"
- Mòdena, Galleria Estense, Home dempeus; Estudi per a la decoració de les rosasses de la Steccata
- Nàpols, Museo Nazionale di Capodimonte, Dona asseguda; Descens del Sant Esperit
- Nova York, Metropolitan Museum, Estudis per al Moïsès de la Steccata
- París, Museu del Louvre, Sant Jeroni assegut junt a un arbre; Mare de Déu amb l'Infant i el jove sant Joan Baptista; Màrsies; Júpiter i Antíope; Estudi de "putti"; Estudi de noi; Sagrada família amb un àngel; Estudi de canèfores per a la Steccata; Home assegut sobre un vaixell; Cap de gos; Estudi d'home nu assegut; Mare de Déu i cinc sants; Escena mitològica; Dos "putti" en vol; Santa Cecília tocant el violí; Home assegut sobre una savonarola
- Parma, Col·lecció privada, Magdalena llava els peus a Jesús; La Mare de Déu i l'Infant
- Roma, Istituto Nazionale per la Grafica, Nu dempeus i de perfil
- Estocolm, Nationalmuseum, Cranc
- Suïssa, Col·lecció privada, Mare de Déu; Santa Família i sants
- Torí, Biblioteca Reale, Mare de Déu amb l'Infant, sant Josep i el jove sant Joan Baptista
- Venècia, Gallerie dell'Accademia, Mare de Déu amb l'Infant, sant Jeroni, sant Francesc i d'altres figures